# Diabetes mellitus 2. typu
Diabetes melitus 2. typu, označovaná také jako cukrovka 2. typu, non-inzulin-dependentní diabetes mellitus (NIDDM) či cukrovka vznikající v dospělosti, je metabolickou poruchou charakterizovanou zvýšenou hladinou glukózy v krvi při současné rezistenci na inzulin a zpočátku relativním nedostatku inzulinu. Tím se liší od cukrovky 1. typu, u které v důsledku zániku buněk Langerhansových ostrůvků ve slinivce břišní dochází k absolutnímu nedostatku inzulinu.
Cukrovka 2. typu se vyvíjí pozvolna. Neurčité příznaky únavy, nadměrná žízeň a časté močení jsou nejběžnějšími příznaky. Postupně se při dlouhodobě neuspokojivé kompenzaci mohou objevovat pozdní komplikace diabetu, jako je postižení očí nebo nervů. Diabetes 2. typu je často spojen s metabolickým syndromem, jehož součástí je i obezita. 
Cukrovka 2. typu tvoří přibližně 90 % případů diabetu; zbývajících 10 % spadá zejména do kategorií cukrovky 1. typu, těhotenské cukrovky a ostatních typů diabetu. 
Diabetes 2. typu se léčí změnou životního stylu jako je pravidelné cvičení a úprava jídelníčku. Součástí léčby je podávání perorálních antidiabetik či injekčních léků, mezi které patří GLP-1 analoga nebo inzulin. U osob se současným výskytem obezity je možno využít léčbu antiobezitiky. 
Výskyt diabetu v posledních 50 letech značně vzrostl, a to paralelně s výskytem obezity. V roce 2010 bylo zaznamenáno přibližně 285 miliónů lidí trpících touto chorobou (ve srovnání s asi 30 milióny z roku 1985). Akutní komplikací léčby je neketotické hyperosmolární kóma či laktátová acidóza. Diabetická ketoacidóza, typický projev diabetu 1. typu, je vzácná.
Dlouhodobé komplikace způsobené vysokou hladinou cukru v krvi mohou zahrnovat srdeční choroby, mozkové příhody, diabetickou retinopatii postihující zrak, selhání ledvin, jež může vyžadovat dialýzu, a oběhové problémy v končetinách vedoucí až k amputacím.

## Komplikace
Diabetes 2. typu je obvykle chronickým onemocněním, zkracujícím očekávanou délku života o 10 let. To je částečně způsobeno množstvím komplikací, jež mohou chorobu doprovázet. K nim patří mimo jiné dvakrát až čtyřikrát vyšší riziko kardiovaskulárních chorob, včetně ischemické choroby srdeční a mozkové příhody, 20 krát častější amputace dolních končetin a zvýšený počet hospitalizací. V rozvinutých zemích – a zvýšenou měrou i v dalších oblastech – je cukrovka typu 2 nejrozšířenější příčinou netraumatické slepoty a selhání ledvin. Bývá rovněž spojována se zvýšeným rizikem kognitivních dysfunkcí a demence, vyvolaných nemocemi jako je Alzheimerova choroba a vaskulární demence. Dalšími komplikacemi mohou být acanthosis nigricans nebo sexuální dysfunkce.

## Příčina
Diabetes 2. typu se může vyskytnout na základě kombinace genetických faktorů a aspektů životního stylu. Některé z těchto faktorů, jako například jídelníček nebo obezita, jsou pod osobní kontrolou jedince, jiné – rostoucí věk, ženské pohlaví, genetické dispozice – však ovlivnit nelze. Diabetes 2. typu může souviset i s nedostatkem spánku, který má negativní dopad na metabolismus. Svou roli může hrát i nutriční stav matky v období vývoje plodu; předpokládá se totiž, že tehdy může dojít ke změnám methylace DNA.

### Životní styl
Při vzniku cukrovky 2. typu hraje roli řada faktorů souvisejících se životním stylem včetně obezity (definované jako BMI vyšší než 30), nedostatek tělesné aktivity, nevhodná strava, stres a urbanizace. Nadměrné množství tělesného tuku souvisí s 30 % případů nemoci u osob čínského a japonského původu, 60–80 % případů u osob evropského či afrického původu a 100 % případů u indiánského kmene Pimů a obyvatel Tichomořských ostrovů. Ti, kdo netrpí obezitou, mají často zvýšený objem pasu.
Na vznik diabetu 2. typu má vliv i jídelníček. Dostupnost rychlého občerstvení zvyšuje riziko diabetu. Se zvýšeným rizikem vzniku nemoci je rovněž spojována nadměrná konzumace cukrem slazených nápojů. Důležitý je i typ tuků obsažených v jídelníčku, neboť saturované tuky a transmastné kyseliny riziko zvyšují a polynenasycené a mononenasycené tuky riziko snižují. Zdá se, že i konzumace většího množství bílé rýže hraje při zvýšení rizika roli. Nedostatek cvičení je považován za příčinu 7 % případů onemocnění.
Celosvětová studie na 14 milionech případů ukázala na vliv bílé (rafinované) rýže a pšenice (oproti celozrnné stravě) a také na zpracované maso. Ostatní složky stravy mají menší vliv.

### Genetika
Ve většině případů cukrovky hraje roli řada genů; každý z nich pak malou měrou přispívá ke zvýšené pravděpodobnosti vzniku diabetu 2. typu. Pokud jednovaječné dvojče trpí diabetem, pravděpodobnost, že u jeho sourozence se v době jeho života tato nemoc projeví také, je vyšší než 90 %, zatímco u neidentických sourozenců je to 25–50 %. Do roku 2011 bylo objeveno více než 36 genů přispívajících ke zvýšenému riziku vzniku cukrovky 2. typu. Všechny tyto geny však stojí za pouhými 10 % celkové dědičné složky onemocnění. Alela genu TCF7L2 například zvyšuje riziko vzniku diabetu 1,5 krát a je největším rizikovým faktorem běžných genetických variant. Většina genů spojovaných s diabetem se podílí na funkci beta buněk.

### Další vlivy
Existuje řada léků a dalších zdravotních problémů, jež mohou pravděpodobnost vzniku cukrovky zvyšovat. K takovým rizikovým lékům patří glukokortikoidy, thiazidy, beta-blokátory, atypická antipsychotika a statiny. U osob s předchozím gestačním diabetem existuje zvýšené riziko vzniku diabetu 2. typu. Další související zdravotní problémy zahrnují akromegalii, Cushingův syndrom, hypertyreázu, feochromocytom a jisté druhy rakoviny, jako například glukagonomy. S cukrovkou 2. typu může souviset i nedostatek testosteronu.

## Patofyziologie
Diabetes 2. typu je způsoben rezistencí na inzulin a následně nedostatečnou produkcí inzulinu beta buňkami. K inzulinové rezistenci, což je neschopnost buněk reagovat odpovídajícím způsobem na normální hladinu inzulinu, dochází primárně ve svalech, játrech a tukových tkáních. V játrech inzulin za normálních okolností potlačuje uvolňování glukózy. Na pozadí inzulinové rezistence však játra neadekvátně uvolňují glukózu do krve. Poměr mezi inzulinovou rezistencí a dysfunkcí beta buněk se u jednotlivých osob liší; někteří trpí primárně inzulinovou rezistencí a pouze nepatrnou poruchou produkce inzulinu, zatímco u jiných zaznamenáváme lehkou inzulinovou rezistenci a zásadní poruchu tvorby inzulinu.
K dalším potenciálně důležitým mechanismům spojovaným s cukrovkou 2. typu a inzulinovou rezistencí patří zvýšený rozklad lipidů v tukových buňkách, rezistence na inkretin a jeho nedostatek, vysoká hladina glukagonu v krvi, zvýšené zadržování soli a vody ledvinami a neadekvátní regulace metabolismu centrálním nervovým systémem. Ne u všech osob trpících inzulinovou rezistencí se však diabetes rozvine; k tomu je zapotřebí také snížení tvorby inzulinu beta buňkami slinivky břišní.

## Diagnóza

### Příznaky a symptomy

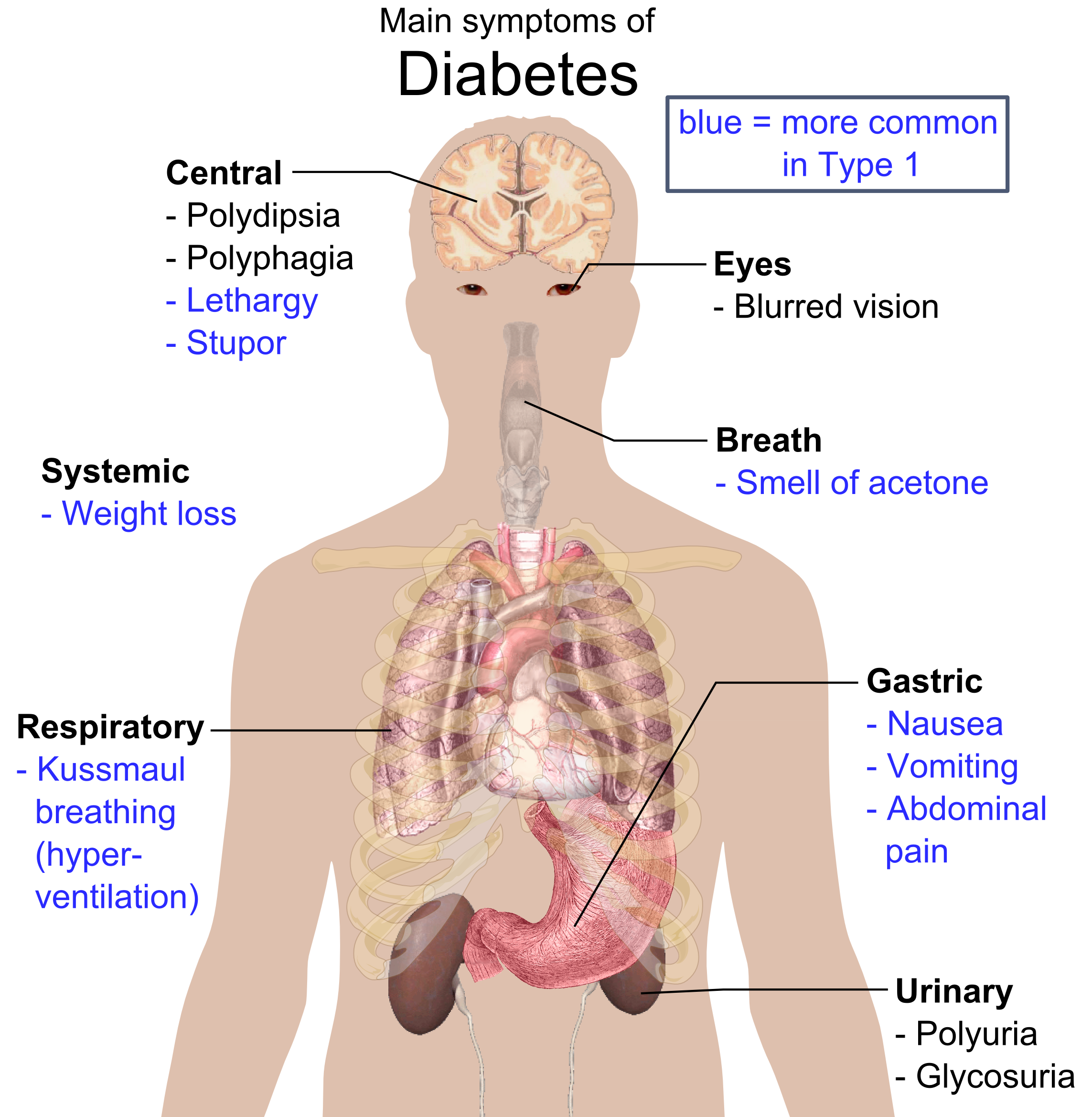
Přehled nejdůležitějších příznaků diabetu

Ke klasickým symptomům diabetu řadíme polyurii (časté močení), polydipsii (nadměrnou žíznivost), polyfagii (chorobný hlad) a úbytek hmotnosti. Další příznaky běžně zjištěné při diagnóze zahrnují anamnézu rozostřeného vidění, svědění, periferální neuropatii, opakující se vaginální infekce a únavu. Během několika počátečních let však mnozí lidé nevykazují žádné symptomy a jsou diagnostikováni až díky rutinnímu vyšetření.U osob s diabetem 2. typu se může vzácně vyskytnout neketotické hyperosmolární kóma (stav, kdy je vysoká hladina cukru v krvi doprovázena poruchami vědomí a nízkým krevním tlakem).
Definice Světové zdravotnické organizace vztahující se k cukrovce typů 1 a 2 uvádí, že jde o jednu zvýšenou hodnotu glukózy v krvi doprovázenou symptomy nebo při dvou různých měřeních dosažené zvýšené hodnoty buď
- u glukózy v plazmě nalačno s hodnotou ≥ 7.0 mmol/l (126 mg/dl)

nebo
- u glukózového tolerančního testu, kdy dvě hodiny po podání orální dávky je hodnota glukózy v plazmě ≥ 11,1 mmol/l (200 mg/dl).

Další metodou stanovení diagnózy diabetu je namátkové zjištění hladiny cukru v krvi přesahující 11,1 mmol/l (200 mg/dl) ve spojení s obvyklými symptomy nebo hladina glykovaného hemoglobinu (HbA1c) vyšší než 6,5 %. V roce 2009 doporučila Mezinárodní expertní komise, jejímiž členy byli zástupci Americké diabetologické společnosti (ADA), Mezinárodní diabetologické federace (IDF) a Evropské asociace pro studium diabetu (EASD), aby pro stanovení diagnózy diabetu byla užívána hranice ≥6,5 % HbA1c. Toto doporučení bylo Americkou diabetologickou společností v roce 2010 akceptováno. Pozitivní testy by se měly opakovat, pokud dotyčná osoba nevykazuje typické symptomy a hladinu cukru v krvi >11,1 mmol/l (>200 mg/dl). V České republice není diagnostika pomocí HbA1c akceptována. Odhaduje se, že 20 % osob s diabetem ve Spojených státech si není vědomo, že touto chorobou trpí.
Diabetes mellitus 2. typu je charakterizován vysokou hladinou glukózy v krvi při současné rezistenci na inzulin a relativním nedostatku inzulinu. Tím se liší od cukrovky 1. typu, kdy v důsledku zániku buněk Langerhansových ostrůvků ve slinivce břišní dochází k absolutnímu nedostatku inzulinu, a od gestačního diabetu mellitus, jenž je charakterizován prudkým zvýšením hladiny cukru v krvi v souvislosti s těhotenstvím. Diabetes typu 1 a 2 lze obvykle odlišit na základě jejich projevů a průvodních okolností. Pokud je diagnóza nejistá, lze k potvrzení cukrovky typu 1 použít testy na protilátky a k potvrzení diabetu typu 2 testy na určení hladiny C-peptidů.

## Prevence
Rozvinutí cukrovky 2. typu lze oddálit nebo mu předejít prostřednictvím kvalitní stravy a pravidelného cvičení. Riziko mohou o více než polovinu snížit i opatření týkající se životního stylu. Pozitivní dopad cvičení je zjevný bez ohledu na původní hmotnost osoby nebo následný úbytek hmotnosti. Důkazy o prospěchu pouhých změn jídelníčku jsou však omezené, přičemž jisté pozitivní účinky byly prokázány u vyšší konzumace listové zeleniny a omezení příjmu nápojů slazených cukrem. U pacientů se sníženou glukózovou tolerancí mohou pouhé změny jídelníčku a cvičení nebo jejich kombinace s metforminem či akarbózou výrazně snížit riziko vzniku diabetu. Změny životního stylu jsou mnohem účinnější než metformin.

## Léčba
Léčba diabetu 2. typu by měla být individualizována a měla by se soustředit na změny životního stylu, snižování dalších kardiovaskulárních rizikových faktorů a udržování hladiny glukózy v krvi v normálním rozmezí. Očekávanou délku života člověka zvyšuje také léčba dalších kardiovaskulárních rizikových faktorů, jako jsou vysoký krevní tlak, zvýšená hladina cholesterolu a mikroalbuminurie. Intenzivní léčba potíží s krevním tlakem (130/80 mmHg a méně) vede na rozdíl od standardní léčby (140–160/85–100 mmHg a méně) k jistému snížení rizika mozkové příhody, nikoli však ke snížení celkového rizika úmrtí.

### Životní styl
Základními kameny péče při onemocnění diabetem jsou dieta a cvičení, přičemž častější cvičení přináší lepší výsledky. Aerobní cvičení vede k poklesu hladiny HbA1C a ke zlepšení citlivosti na inzulin. Posilování je také vhodné; kombinace obou typů cvičení může být nesmírně účinná. Dieta směřující k úbytku váhy je rovněž důležitá. Přestože je nízkoglykemická dieta jako nejvhodnější typ diety pro dosažení tohoto cíle kontroverzní, regulaci hladiny cukru v krvi značně zlepšuje.
Zvažovaným dietním přístupem je metoda přerušovaného hladovění. Klinická studie ale vliv diety neprokázala.
Pro změnu životního stylu je klíčová dlouhodobá osvěta.

### Léky

#### Kontrola hladiny cukru v krvi
K dispozici je několik skupin léků na cukrovku. Jako lék první volby byl dříve doporučován metformin, protože existují určité důkazy, že snižuje úmrtnost; tento závěr je však zpochybňován. Metformin by neměl být používán u osob se závažnými problémy s ledvinami nebo játry. Americká diabetologická asociace a Evropská asociace pro studium diabetu doporučují používat agonistu receptoru GLP-1 nebo inhibitor SGLT2 jako léčbu první volby u pacientů, kteří mají aterosklerotické kardiovaskulární onemocnění, srdeční selhání nebo chronické onemocnění ledvin nebo u nich existuje vysoké riziko tohoto onemocnění. Vyšší cena těchto léků ve srovnání s metforminem omezuje jejich používání.
Mezi další třídy léků patří: sulfonylurea, thiazolidindiony a inhibitory dipeptidylpeptidázy-4. Bylo zjištěno, že rosiglitazon, thiazolidindion, nezlepšuje dlouhodobé výsledky, přestože zlepšuje hladinu cukru v krvi.  navíc je spojen se zvýšeným výskytem srdečních onemocnění a úmrtí.
Injekce inzulínu se mohou přidávat k perorálním lékům nebo se mohou používat samostatně. Většina lidí zpočátku inzulin nepotřebuje. Pokud se používá, obvykle se na noc přidává dlouhodobě působící preparát a pokračuje se v perorálních lécích. Dávky se pak zvyšují do dosažení účinku (hladina cukru v krvi je dobře kontrolována). Pokud bazální inzulin nestačí, je možné dosáhnout lepší kontroly inzulinem podávaným dvakrát denně.

#### Snižování krevního tlaku
Mnohé mezinárodní směrnice doporučují u lidí s diabetem cílovou hodnotu krevního tlaku nižší než 130/80 mmHg. U osob s diabetem a hypertenzí a albuminurií nebo chronickým onemocněním ledvin se podává inhibitor systému renin-angiotenzin (jako je inhibitor ACE nebo blokátor receptorů pro angiotenzin), který snižuje riziko progrese onemocnění ledvin a kardiovaskulárních příhod. Existují určité důkazy, že inhibitory angiotenzin konvertujícího enzymu (ACEI) jsou lepší než jiné inhibitory systému renin-angiotenzin, jako jsou blokátory receptorů pro angiotenzin (ARB), nebo aliskiren v prevenci kardiovaskulárních onemocnění. Ačkoli přehled z roku 2016 uvádí podobné účinky ACEI a ARB na hlavní kardiovaskulární a renální výsledky, neexistují žádné důkazy, že kombinace ACEI a ARB přináší další výhody.

#### Ostatní
Použití statinů u diabetiků k prevenci kardiovaskulárních onemocnění by mělo být zváženo po vyhodnocení celkového rizika kardiovaskulárních onemocnění u dané osoby.
Používání aspirinu (kyseliny acetylsalicylové) k prevenci kardiovaskulárních onemocnění u diabetu je kontroverzní. Aspirin se doporučuje u osob s předchozím kardiovaskulárním onemocněním, nicméně nebylo zjištěno, že by rutinní používání aspirinu zlepšilo výsledky u nekomplikovaného diabetu. Aspirin jako primární prevence může mít větší riziko než přínos, ale u osob ve věku 50 až 70 let s jiným významným kardiovaskulárním rizikovým faktorem a nízkým rizikem krvácení by mohl být zvažován po informování o možných rizicích a přínosech v rámci společného rozhodování.
Suplementace vitaminu D osobám s diabetem typu 2 může zlepšit markery inzulínové rezistence a HbA1c.
Sdílení elektronických zdravotních záznamů s lidmi, kteří mají diabetes typu 2, jim pomáhá snižovat hladinu cukru v krvi. Lidé jsou tak schopni lépe porozumět svému zdravotnímu stavu a aktivně se zapojit do léčby.
U obézních pacientů je potřeba zajistit léčbu obezity, která zahrnuje léčbu farmakologickou nebo chirurgickou.